# Хапі

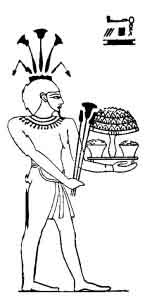

Ха́пі — бог річки Ніл у стародавньому Єгипті. Точніше повноводного Нілу, — інакше кажучи, Ніл при повеневому розливі. Його зображали з головою павіана.
Бог Хапі був образом Нілу, що протікав на землі. Він шанувався як “високий Ніл, що дає життя всій країні своїм харчуванням”, як той, хто подає вологу і врожай. Згідно з переказом, печера, звідки бог стежив за підвладною йому річкою, знаходилася небагато південніше Асуана, на острові Біга біля першого порога. Сам Ніл населяли добрі й злі божества в образі тварин: крокодилів, гіпопотамів, жаб, скорпіонів, змій. Батьком Хапі був первісний океан Нун. Свято, присвячене Хапі, починалось з початком розливу Нілу. У цей день йому приносили жертви, у річку кидали сувої папірусу з перерахуваннями дарунків.
Його зображували як літнього чоловіка, що ожирів, з товстим черевом і жіночими грудями. У нього на стегнах висить пов’язка рибалки, а на голові — папірус або інші водяні рослини. Статуетки Бога Хапі забарвлювали в колір божества і неба — у блакитній, або в колір природи після розливу Нілу — в зелений. Хапі має дві іпостасі.
Він може бути Богом південного і північного Нілу. Якщо єгипетський Бог Хапі є Богом Верхнього Нілу, то його зображують в головному уборі з лотосів і лілій. Цього Бога ототожнюють з Осірісом, як Бога родючості і з Нуном, як уособлення водної стихії. 
До Хапі зверталися: "Слава тобі, Хапі! Ти прийшов у цю землю, щоб оживити Єгипет!"

## Згадка в Біблії
По іменно в Біблії не згадується це божество Єгипту. А проте міститься опис як єврейський Бог Єгова завдав приниження богу Нілу Хапі, тим що обернув води річки у кров. Це була перша з десяти поразок на Єгипет перед визволенням ізраїльтян з неволі, як це описує Біблія. Факт загибелі риби в Нілі також був поразкою єгипетській релігії, бо певні види риб обожнювалися людьми того часу.